# Hamburger Pensionsverwaltung
Die Hamburger Pensionsverwaltung eG (HAPEV) bewirbt und betreut als Social-Profit-Dienstleister die betriebliche Altersvorsorge für über 4.000 Mitgliedsunternehmen. Sie verwaltet sieben Firmenpensionskassen und über eine Million Vorsorge- beziehungsweise Rentenkonten sowie zahlreiche weitere Einrichtungen der betrieblichen Altersversorgung.
Den Schwerpunkt bilden insbesondere große Unternehmen aus dem Handel, der Ernährungsindustrie und der Touristikbranche. Zusammen mit den Mitgliedsunternehmen vertrauen rund eine Million Beschäftigte und Rentner ihre Altersvorsorge der Pensionsverwaltung an. Zu den 15 größten Unternehmen zählen REWE, ALDI (Nord), Coca-Cola Deutschland, Deichmann, Ferrero, Metro, Media-Saturn, Rossmann und Globus. Das Portfoliomanagement verwaltet derzeit ein Vermögen von rund 12 Milliarden Euro.
Die Pensionsverwaltung gehört ihren Mitgliedsunternehmen, für die sie Dienstleistungen auf dem Gebiet der betrieblichen Altersversorgung ausführt.

## Dienstleistungen
Die Pensionsverwaltung betreut sämtliche Durchführungswege der betrieblichen Altersvorsorge – ausgenommen ist lediglich die vertriebsorientiert ausgerichtete Direktversicherung. Die Durchführungswege sind neben Pensionsfonds, Pensions- und Unterstützungskassen, auch unmittelbare Versorgungszusagen, für die Pensionsgutachten zu erstellen sind und Renten ausgezahlt werden. Im Bereich der Dienstleistungen gehört die Pensionsverwaltung zu den größten Anbietern in Deutschland und hat Verwaltungsmandate für prominente Unternehmen übernommen.
Folgende Pensionskassen werden betreut: Hamburger Pensionskasse von 1905 VVaG, Hamburger Pensionsrückdeckungskasse VVaG, Pensionskasse der Mitarbeiter der ehemaligen Frankona Rückversicherungs-AG VVaG, Pensionskasse für Angestellte der Continental Aktiengesellschaft VVaG, Phoenix Pensionskasse von 1925 VVaG, MER Pensionskasse VVaG, Pensionskasse Schenker VVaG.
Außerdem zählen rund 30 Unterstützungskassen und weitere unmittelbare Versorgungszusagen zu dem Portfolio.